# Alfa Romeo 156
Alfa Romeo 156 (Серия 932) — среднеразмерный автомобиль, который выпускался итальянской автомобильной компанией Alfa Romeo с 1997 по 2007 годы. Модель была впервые представлена в 1997 году на Франкфуртском автосалоне на замену Alfa Romeo 155. Модель собиралась на заводе Fiat Group в Помильяно-д’Арко, на юге Италии, а также на заводе General Motors в Районге, Таиланд. (Производство в Таиланде было начато в марте 2002 года и продлилось два года. Автомобили были направлены на Азиатско-тихоокеанский рынок). За 1997—2005 годы было выпущено 680 000 автомобилей. Это стало огромным успехом для марки Alfa Romeo.
156-я была доступна в двух вариантах: седан и универсал «Sportwagon» с семью доступными для выбора двигателями. Модель прошла два рестайлинга: первый в 2002 году и второй в 2003 году.
Продажи седана закончились в Европе в 2005 году, в то время как полноприводная модификация Q4 Crosswagon выпускалась до конца 2007 года. С 2007 по 2010 годы выпуск линейки автомобилей  на платформе 156-й Альфы был прекращен.156-я модель была заменена на 159, хетчбэк 147 заменен на Giulietta,  GT заменена на Brera. Новый 2-дверный родстер Spider (939) заменил Alfa Romeo GTV & Spider. 156-я была удостоена наградой как один из самых лучших автомобилей своего времени.

## История модели
В начале производства линейка двигателей была ограничена несколькими вариантами: четырёхцилиндровые Twin Spark (1,6 л. 120 л. с. (88 кВт), 1,8 л. 144 л. с. (106 кВт) и 2,0 л. 155 л. с. (114 кВт). Все они — 16-клапанные с изменяемыми фазами газораспределения. Также были доступны четырёхцилиндровые 1,9 л. 8-клапанные мощностью 105 л. с. (77 кВт) и пятицилиндровые 2,4 л. 10-клапанные (136 л. с. (100 кВт) турбодизельные JTD двигатели с аккумуляторной топливной системой. До января 2002 года, когда был представлен двигатель V6 объёмом 3,2 л. на модификации GTA, лучшим в линейке двигателей по объёму и по мощности оставался 2,5-литровый 24-клапанный Alfa Romeo V6 с двумя распредвалами в каждой ГБЦ, выдающий 190 л. с. (140 кВт).
Базовая комплектация автомобиля включала в себя собственную систему защиты — Alfa Code (иммобилайзер), устанавливаемый на все версии. Иммобилайзер собственной разработки состоял из двух ключей и карточки с кодами. Следующие опции были доступны в базе: бампера, окрашенные в цвет кузова с чёрной полоской, руль с регулировкой по высоте и оси, сиденье водителя с регулировкой по высоте, велюровые коврики, освещение приборной панели с трехуровневой регулировкой, ABS и EBD, подушка безопасности для водителя и пассажира, дополнительный стоп-сигнал, регулировка передних фар (корректор фар), подголовники с регулировкой по высоте и много других функций. Автомобиль можно было дооснастить кондиционером, однозонным климат-контролем, боковыми подушками безопасности. Салон автомобиля мог быть отделан тринадцатью различными цветами тканевой и кожаной обивки.
Кроме того в начале производства, 156-я была доступна с несколькими опциями (packs), например, sportpack, включавший в себя накладки на пороги из АБС-пластика, чёрный кожаный салон Momo или сидения Recaro, прошитые красной ниткой, и имевшие эмблему Alfa Romeo, кожаное рулевое колесо и ручку переключения передач, чёрную комбинацию приборов с оранжевыми шкалами и центральную консоль с аквапринтом "под карбон". Кроме того, пакет включал в себя 16-дюймовые (410 мм) диски, высокоскоростные низкопрофильные шины скоростной категории W, заниженную подвеску (-30мм) с изменёнными характеристиками жесткости. В качестве дополнения несколько видов заднего спойлера на багажнике. Пакет включал в первых версиях стерео аудиосистему Blaupunkt с CD-Changer на 10 дисков. Также был доступен пакет De-Luxe с кожаным салоном Momo, а рулевое колесо и ручка КПП изготавливались из натурального дерева. Для Скандинавских стран был доступен специальный "зимний пакет" с противотуманными фарами, омывателями фар и подогревом сидений. Силовые агрегаты в дополнительных вариантах оставались без изменений.

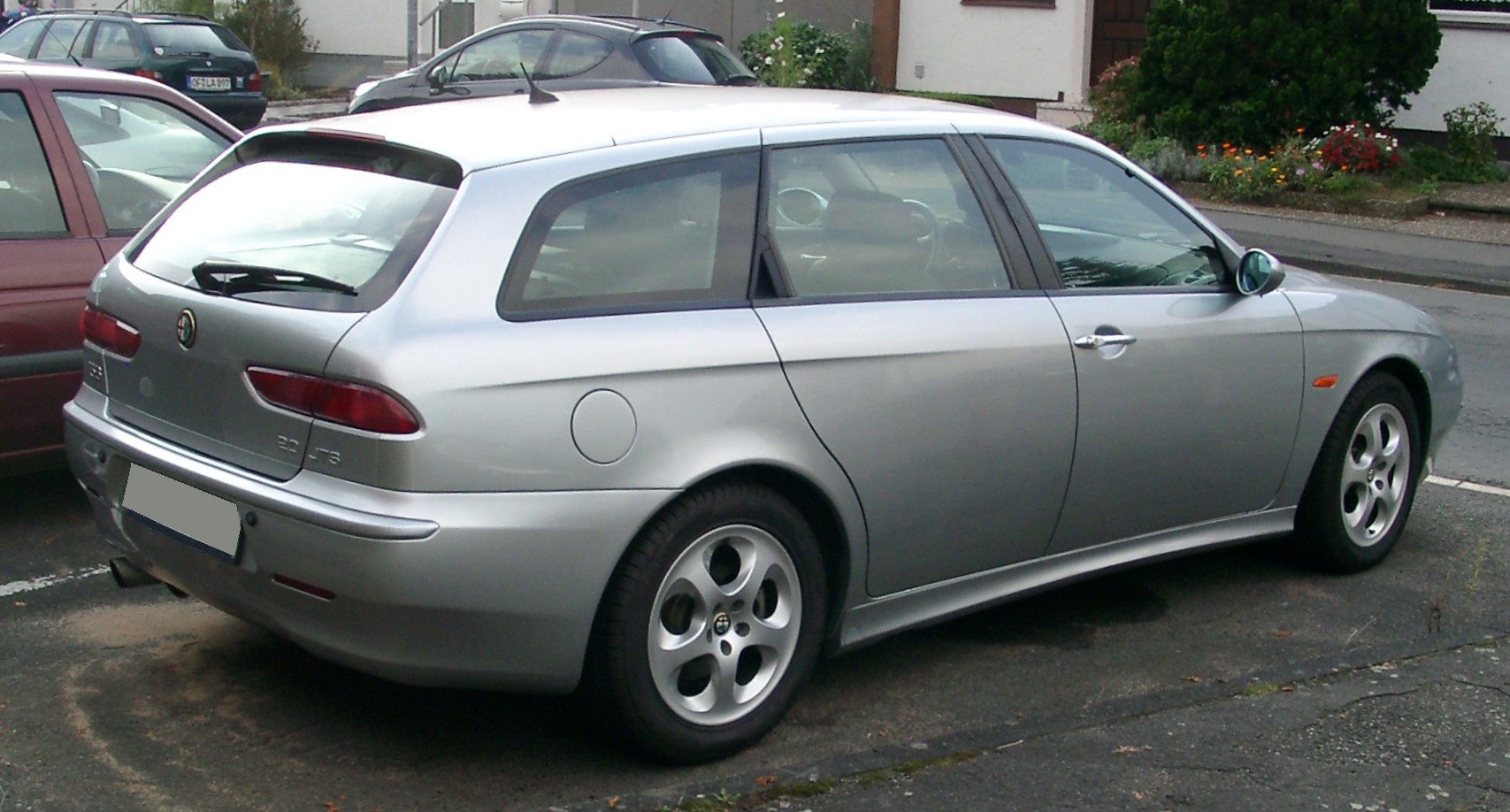
156 Sportwagon

Начиная с 1999 года, с 2,0-литровым двигателем Twin Spark стала доступна роботизированная 5-ступенчатая коробка передач Selespeed, а на 2,5-литровый V6 двигатель стало возможным заказать 4-ступенчатый автомат Q-System. Selespeed мог использоваться как обычный автомат на основе H-pattern, а также мог работать как обычная механическая трансмиссия, посредством подрулевых лепестков. В свою очередь, автомат Q-System имел три режима работы: город, спорт и лёд.
Существенным пополнением в линейке 156 стал универсал Sportwagon, появившийся в 2000 году. Для Alfa Romeo это была первая попытка создания универсала в данном сегменте автомобилей. Рекламная кампания «Sportwagon» была снята при участии голливудской актрисы Кэтрин Зета-Джонс. Sportwagon со спортпакетом был доступен с самовыравнивающейся гидропневматической задней подвеской Boge Nivomat. Несмотря на, казалось бы, более утилитарный кузов, объём багажника составил 360 литров., что даже меньше чем у седана. Версия Sportwagon должна была заполнить пробел на рынке после прекращения выпускауниверсала Alfa Romeo 33.
На начало продаж версии Sportwagon, универсал стоил 19 970 фунтов стерлингов. Для сравнения, аналогичные модели BMW 318iES Touring (£20 750), Audi A4 2.0 (£20 715) стоили дороже. Только Subaru Impreza 2.0 WRX (£19 995) стоила почти также, как и 156-я.
В 2001 году двигатели на всех версиях были обновлены. Двигатели стали удовлетворять нормам Евро-3 и были дефорсированы до 120 л. с. (88 кВт) (1,6 л.), 140 л. с. (100 кВт) (1,8 л.), 150 л. с. (110 кВт) (2,0 л), а 2,5 л двигатель получил прибавку мощности до 192 л. с. (141 кВт). Ключи от автомобиля стали складными и помимо управления центральным замком получили кнопку дистанционного отпирания багажника, а сама крышка багажника лишилась замка, спрятанного под эмблемой.

## Внешний стиль
156-я была разработана в Центре Стиля Alfa Romeo под контролем главного дизайнера Вальтера де Сильвы. Отличительным стилем модели стали высокоизогнутые крылья, передние дверные ручки в стиле ретро, скрытые задние дверные ручки, очень глубокие решетки радиатора, а также широкий профиль модели. Всё это сделало данный автомобиль самым красивым в своём классе. 156-я была одним из первых седанов со спрятанными задними дверными ручками и видимыми передними, что придавало модели вид купе. На дизайн модели повлияли три исторических автомобиля Alfa Romeo: 1900, Giulietta и Giulia. 156-я достигла коэффициент аэродинамического сопротивления (Cd) равное 0,31.
Великолепно сбалансирована.
- Вальтер де Сильва

## Стиль салона

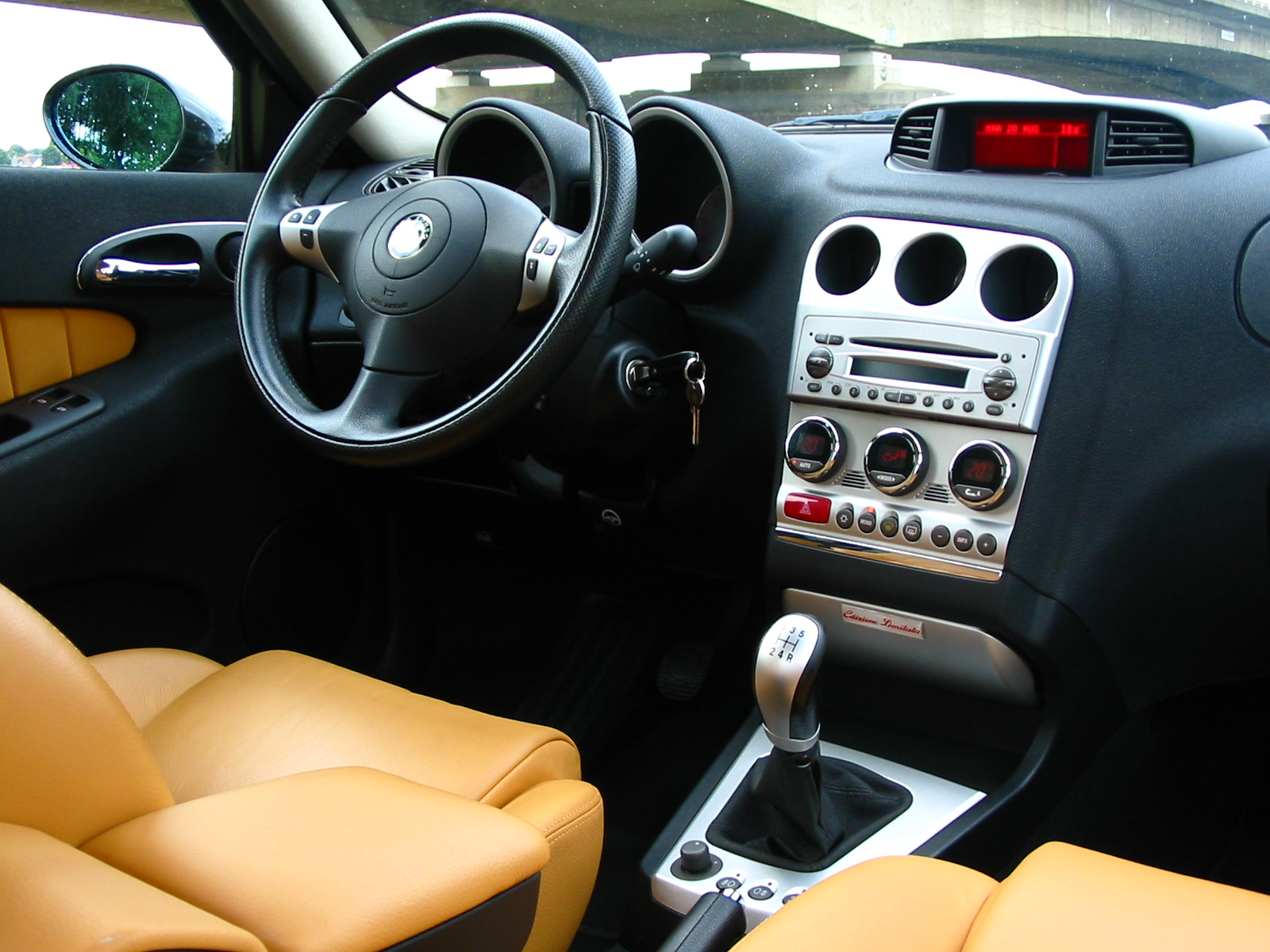

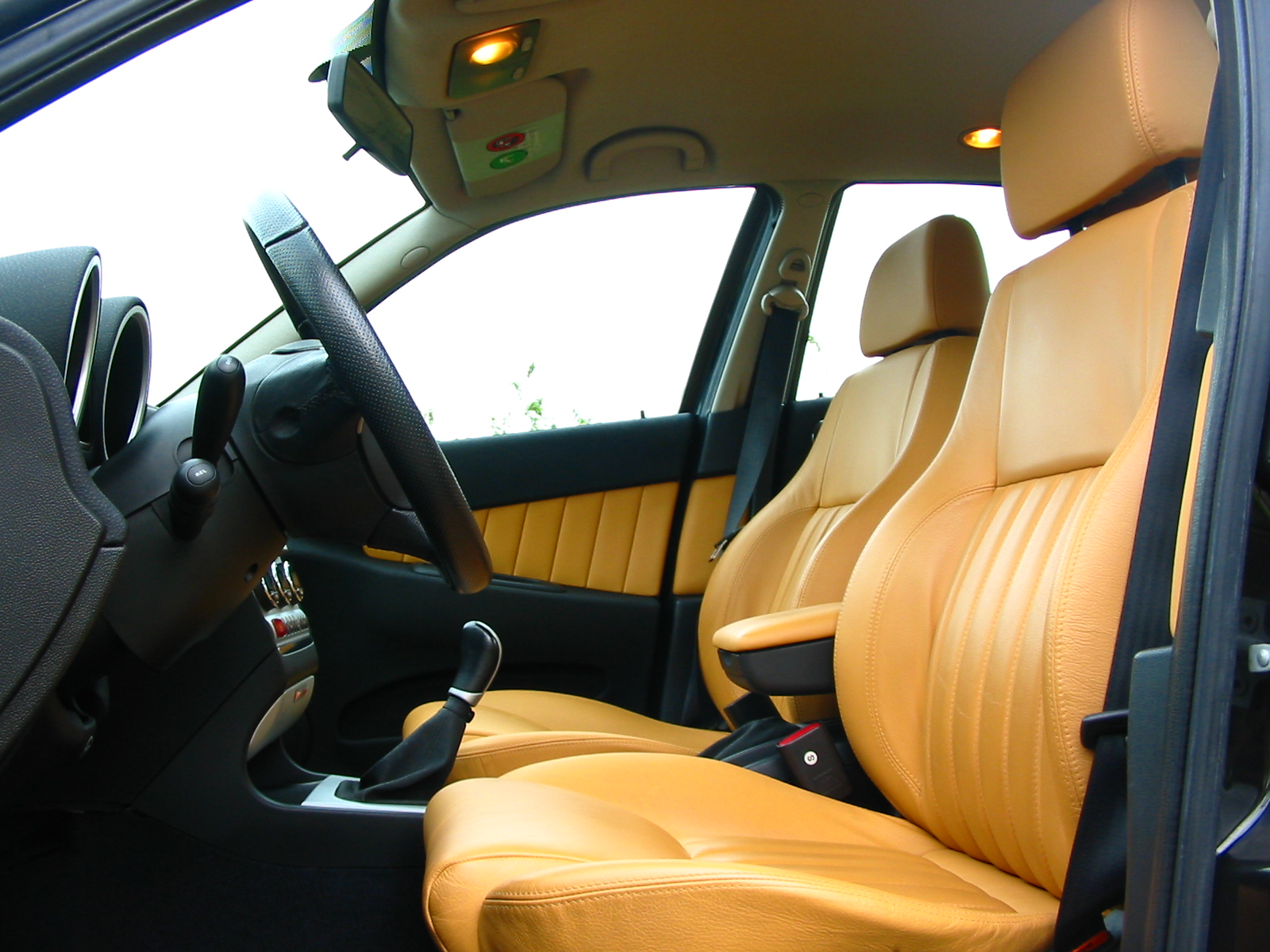
Салон после первого рестайлинга (2002)

В 1998 году оригинальный интерьер строится на протестированном салоне от Alfa Romeo, установленном ранее на Alfa Romeo 166. Но имел отличия в виде глубоких колодцев на панели приборов и простой центральной консоли. Все основные органы управления и индикаторы расположены под углом к водителю в типичном итальянском спортивном стиле гоночного автомобиля, хотя это неудобно для пассажиров, которые хотят посмотреть на часы, расположенные на центральном туннеле. Несмотря на то, что это семейный автомобиль, дизайн салона не оснащён держателями для стаканов, которые обычно доступны в стандартной комплектации на седанах в данном сегменте. Как правило, для небольшого представительского автомобиля присутствует достаточно много места водителя и переднего пассажира, для езды с комфортом на удобных сидениях от Alfa. Пространство на заднем диване ограничено на двух человек и может показаться тесным для пассажиров сзади. 156-я — автомобиль для четырёх человек, хотя по умолчанию на заднем ряду и присутствовал поясной ремень для среднего пассажира, а в качестве опции Альфа Ромео 156 оснащалась центральным подголовником заднего ряда с полноценным ремнем безопасности.

## Платформа и подвеска
156-я использует платформу, производную от Alfa Romeo 155, которая в свою очередь была получена от платформы модели Fiat Group «Tipo». Однако платформа 156-й достаточно отличается от оригинальной «Tipo» и рассматривается как новая платформа. 156-я — высокотехнологичная переднеприводная модель; (Cross/Sportwagon Q4 оснащался полным приводом, а также был доступен для левосторонних рынков). Передняя подвеска была с двойными  поперечными рычагами разной длины (при этом верхний алюминиевый рычаг был развернут по ходу движения) и амортизаторная стойка типа McPherson. В задней подвеске также использовалась амортизаторная стойка типа McPherson, две пары поперечных тяг разной длины, два продольных рычага с маслонаполненными сайлентблоками и стабилизатором устойчивости. Данная структура означает, что задние колеса имеют крошечную пассивную способность подруливания в поворотах, что снижало вероятность заноса. Конструкция подвески позволяла автомобилю демонстрировать хорошую плавность хода и отменную управляемость. Вес автомобиля был уменьшен за счёт использования алюминия в некоторых частях передней и задней подвески. Лёгкие материалы также были использованы во многих других частях автомобиля, например магний в передних сидениях.

## Двигатели
156-я оснащалась различными двигателям разной мощности в ходе периода своего производства. Здесь были и четырёх, и шестицилиндровые бензиновые двигатели, а также четырёх-, пятицилиндровые дизельные двигатели. Все они производились в Пратола-Серре за исключением V6, который производился на заводе Alfa Romeo в Арезе. 1,9 литровый JTD дизель был первым дизелем с аккумуляторной топливной системой, устанавливаемым на пассажирский универсал.

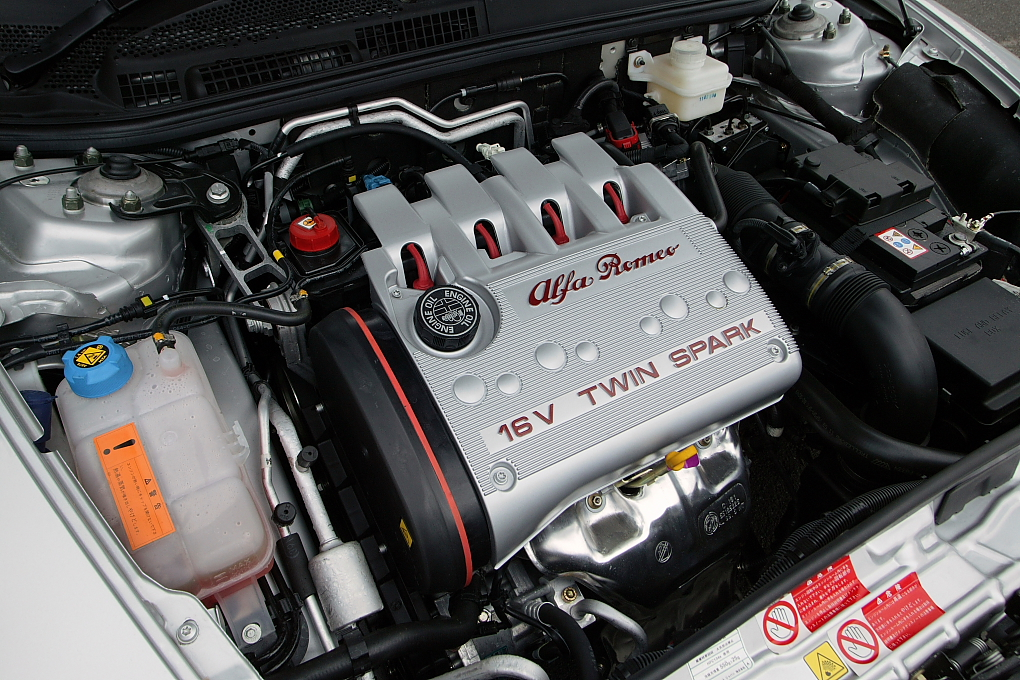
1,6 - 2,0 л. Twin Spark (TS)
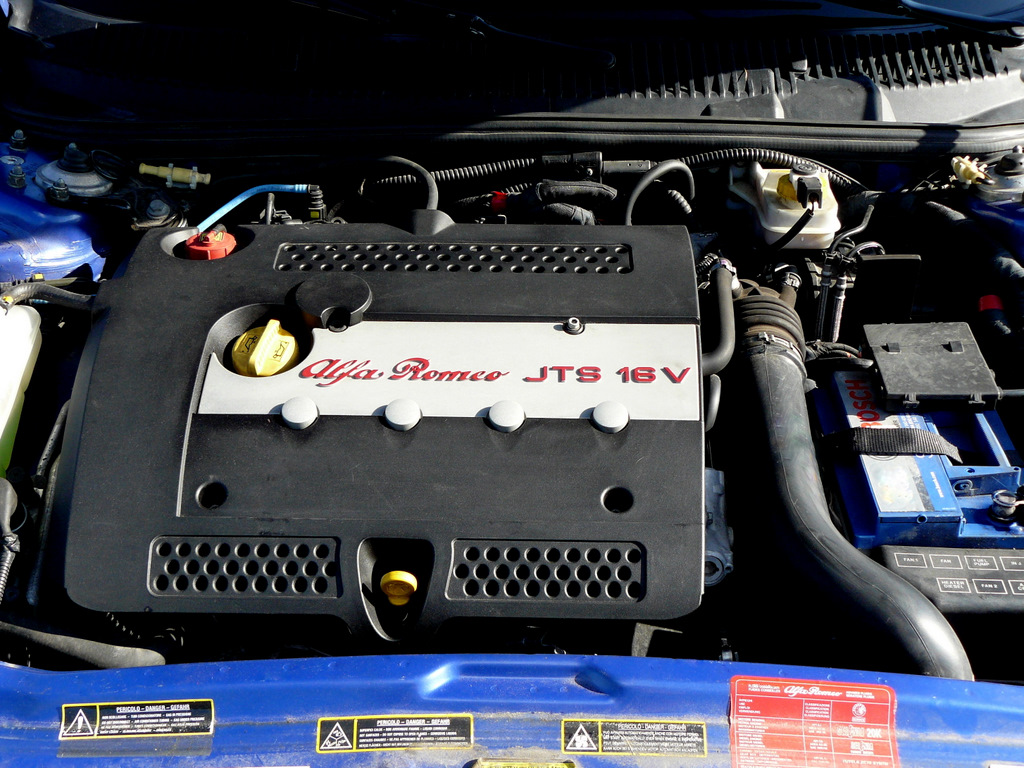
2,0 л. JTS
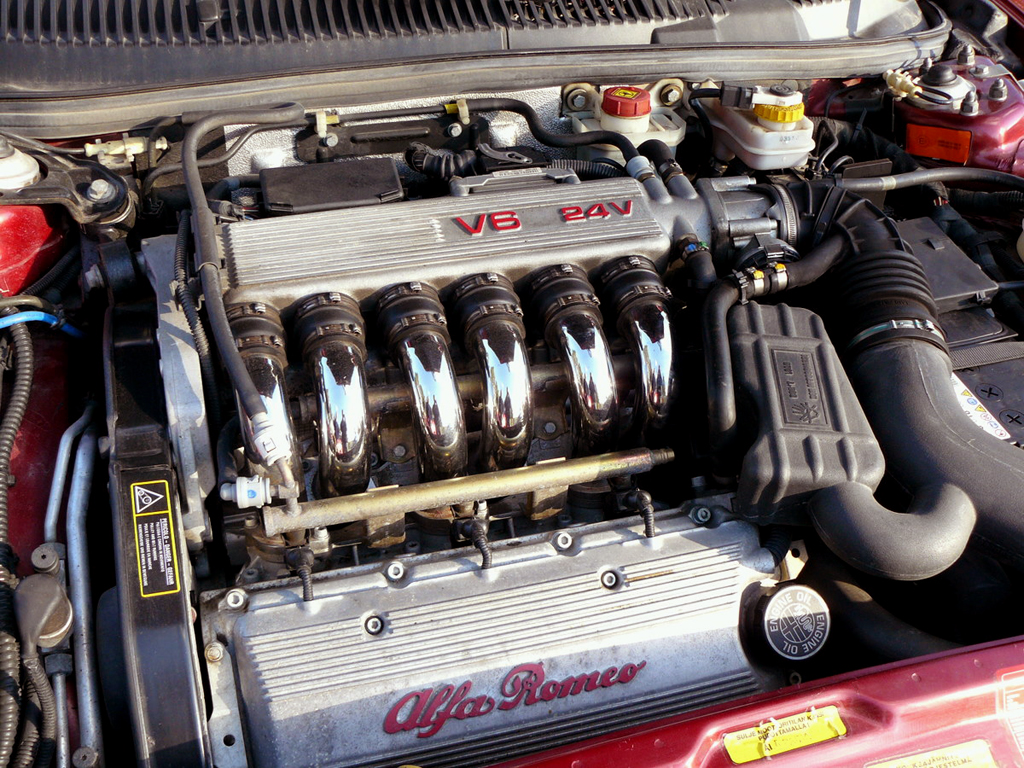
2,5 л. V6

### Технические характеристики
| Модель | Двигатель            | Объём                | Клапаны              | Макс. мощность             | Крутящий момент          | 0-100 км/ч           | Макс. скорость       | Годы пр-ва           | Примечание           |
| Бензиновые двигатели | Бензиновые двигатели | Бензиновые двигатели | Бензиновые двигатели | Бензиновые двигатели       | Бензиновые двигатели     | Бензиновые двигатели | Бензиновые двигатели | Бензиновые двигатели | Бензиновые двигатели |
| --- | -------------------- | -------------------- | -------------------- | -------------------------- | ------------------------ | -------------------- | -------------------- | -------------------- | -------------------- |
| 1,6 TS | I4 TS                | 1598 куб.см          | 16 DOHC VVT          | 120 л. с. при 6,300 об/мин | 144 Н/м при 4,500 об/мин | 10,5 с               | 200 км/ч             | 1997-2006            |                      |
| 1,8 TS | I4 TS                | 1747 куб.см          | 16 DOHC VVT VLIM     | 144 л. с. при 6,500 об/мин | 169 Н/м при 3,500 об/мин | 9,3 с                | 210 км/ч             | 1997-2000            | Евро-2               |
| 1,8 TS | I4 TS                | 1747 куб.см          | 16 DOHC VVT VLIM     | 140 л. с. при 6,500 об/мин | 163 Н/м при 3,900 об/мин | 9,4 с                | 208 км/ч             | 2001-2006            | Евро-3               |
| 2,0 TS | I4 2BS TS            | 1970 куб.см          | 16 DOHC VVT VLIM     | 155 л. с. при 6,400 об/мин | 187 Н/м при 3,500 об/мин | 8,6 с                | 216 км/ч             | 1997-2000            | Евро-2               |
| 2,0 TS | I4 2BS TS            | 1970 куб.см          | 16 DOHC VVT VLIM     | 150 л. с. при 6,300 об/мин | 181 Н/м при 3,800 об/мин | 8,8 с                | 214 км/ч             | 2001-2002            | Евро-3               |
| 2,0 JTS | I4 2BS DI            | 1970 куб.см          | 16 DOHC VVT VLIM     | 165 л. с. при 6,400 об/мин | 206 Н/м при 3,250 об/мин | 8,2 с                | 220 км/ч             | 2002-2006            | Рестайлинг           |
| 2,5 Q-System | V6                   | 2492 куб.см          | 24 DOHC              | 190 л. с. при 6,300 об/мин | 222 Н/м при 5,000 об/мин | 8,5 с                | 227 км/ч             | 1997-2000            | Евро-2               |
| 2,5 Q-System | V6                   | 2492 куб.см          | 24 DOHC              | 192 л. с. при 6,300 об/мин | 218 Н/м при 5,000 об/мин | 8,5 с                | 227 км/ч             | 2001-2006            | Евро-3               |
| 2,5 V6 | V6                   | 2492 куб.см          | 24 DOHC              | 190 л. с. при 6,300 об/мин | 222 Н/м при 5,000 об/мин | 7,3 с                | 230 км/ч             | 1997-2000            | Евро-2               |
| 2,5 V6 | V6                   | 2492 куб.см          | 24 DOHC              | 192 л. с. при 6,300 об/мин | 218 Н/м при 5,000 об/мин | 7,3 с                | 230 км/ч             | 2001-2006            | Евро-3               |
| 3,2 GTA | V6                   | 3179 куб.см          | 24 DOHC              | 250 л. с. при 6,200 об/мин | 300 Н/м при 4,800 об/мин | 6,3 с                | 250 км/ч             | 2002-2005            | Евро-3               |
| Примечание: 2.0 TS, 2.0 JTS и GTA Selespeed версии имеют схожие характеристики, как на механической трансмиссии.                                            |                      |                      |                      |                            |                          |                      |                      |                      |                      |
| Дизельные двигатели |                      |                      |                      |                            |                          |                      |                      |                      |                      |
| 1,9 JTD | I4                   | 1910 куб.см          | 8 SOHC               | 105 л. с. при 4,000 об/мин | 255 Н/м при 2,000 об/мин | 10,4 с               | 188 км/ч             | 1997-2000            |                      |
| 1,9 JTD | I4                   | 1910 куб.см          | 8 SOHC               | 110 л. с. при 4,000 об/мин | 275 Н/м при 1,800 об/мин | 10,3 с               | 191 км/ч             | 2001                 |                      |
| 1,9 JTD | I4                   | 1910 куб.см          | 8 SOHC               | 115 л. с. при 4,000 об/мин | 275 Н/м при 2,000 об/мин | 10,3 с               | 191 км/ч             | 2002                 | Рестайлинг           |
| 1,9 M-Jet | I4                   | 1910 куб.см          | 16 DOHC              | 140 л. с. при 4,000 об/мин | 305 Н/м при 2,000 об/мин | 9,3 с                | 209 км/ч             | 2003                 |                      |
| 1,9 M-Jet | I4                   | 1910 куб.см          | 16 DOHC              | 150 л. с. при 4,000 об/мин | 305 Н/м при 2,000 об/мин | 9,1 с                | 212 км/ч             | 2003                 | (*)                  |
| 2,4 JTD | I5                   | 2387 куб.см          | 10 SOHC              | 136 л. с. при 4,000 об/мин | 310 Н/м при 2,000 об/мин | 9,5 с                | 203 км/ч             | 1997-2000            |                      |
| 2,4 JTD | I5                   | 2387 куб.см          | 10 SOHC              | 140 л. с. при 4,000 об/мин | 304 Н/м при 1,800 об/мин | 9,4 с                | 205 км/ч             | 2001                 |                      |
| 2,4 JTD | I5                   | 2387 куб.см          | 10 SOHC              | 150 л. с. при 4,000 об/мин | 305 Н/м при 1,800 об/мин | 9,4 с                | 212 км/ч             | 2002-2007            | Рестайлинг           |
| 2,4 M-Jet | I5                   | 2387 куб.см          | 20 DOHC              | 175 л. с. при 4,000 об/мин | 385 Н/м при 2,000 об/мин | 8,3 с                | 225 км/ч             | 2003-2006            | 2-й рестайлинг       |
| Примечание (*): Crosswagon Q4 — макс. скорость 192 км/ч, разгон от 0-100 км/ч равен 10,5 секунд, для Sportwagon Q4 эти цифры равны 200 км/ч и 10,2 секунды. |                      |                      |                      |                            |                          |                      |                      |                      |                      |

## Рестайлинг

### Рестайлинг 2002 года (первая серия)
В 2002 году вышел в свет рестайлинговый салон с различными матовыми покрытиями и хромированными элементами, кожаная обивка кресел стала доступна с перфорированной центральной частью спинки и подушки. Новая версия использовала двухзонный климат-контроль похожий на климатическую установку на 147, где температура салона контролировалась с помощью большего количества датчиков воздуха. Стал доступен различный спектр цветов для салона. Стал доступен широкий спектр опций, включая ксеноновые фары с автокорректором, теле-навигатор (CONNECT и CONNECT NAV), стереосистему от Bose, управление магнитолой с руля, круиз-контроль, датчики запотевания лобового стекла, дождя и качества забортного воздуха, появилась система крепления детских кресел ISOFIX. Трансмиссия Selespeed также была обновлена. Подрулевые лепестки заменили крупные кнопки, точно такие же как установленные ранее на Alfa Romeo 147. На центральной панели приборов был добавлен многофункциональный бортовой компьютер, с экраном ошибок и сервисного обслуживания. Кроме того, была установлена система электронного контроля устойчивости VDC (Vehicle Dynamic Control), работающий в паре с ASR (Anti Slip Regulation), которые устанавливались на все версии автомобиля. Также была добавлена система MSR (Motor Schleppmoment Regelung), которая предотвращает скольжение колес к восстановлению крутящего момента двигателя. Пассивная безопасность также стала лучше. Все версии получили оконные подушки безопасности в стандартной комплектации. 2,0 литровый двигатель JTS 165 л. с. (121 кВт) с непосредственным впрыском топлива заменил 2,0 литровый двигатель Twin Spark. Двигатель был более мощный, чем Twin Spark и имел крутящий момент намного выше. Линейка дизельных двигателей также была обновлена: повысилась мощность и экологический класс. Отличия во внешнем дизайне были несущественны и заключались в том, что зеркала заднего вида, маски противотуманных фар и полоски на бамперах стали окрашиваться в цвет кузова.

### Рестайлинг 2003 года (вторая серия)
В конце 2003 года была выпущена обновленная 156-я, с новым дизайном передней и задней частей, разработанным Джорджетто Джуджаро. В салоне автомобиля изменился вид дисплея инфоцентра: он стал ниже, а воздуховоды по бокам - шире. Материалы и цвета ещё более расширились, добавляя ко всему многообразию двухцветное оформление пластика дверей и торпедо. К топовым комплектациям добавилась новая: Ti (Turismo Internazionale). Версия во многом была схожа со sportpack дорестайлинговых машин и оснащалась модифицированной подвеской, юбками порогов, черными шкалами панели приборов, кожаной отделкой руля и селектора КПП. Помимо этого Ti комплектовалась большими колесами (215/45 17"), чёрным кожаным салоном Recaro (при этом если клиент хотел установить подогрев сидений, то машина оснащалась сиденьями от Momo). Также салон в комплектации Ti получил чёрный потолок, а на накладках порогов появилось обозначение комплектации. Обновление от Джуджаро получило неоднозначное мнение: некоторые считали, что подтяжка лица автомобиля придаёт более агрессивный вид, другие же не согласны с этим. Сам же Де Сильва сравнил рестайлинговую 156 с тапиром. Модели GTA внешнего рестайлинга никогда не получали. Дизельные двигатели были полностью переработаны: были добавлены 4-х рядные двигатели (M-Jet), а аккумуляторная система впрыска выдавала уже максимальное давление в 1400 бар и имела пять циклов работы: от экономичной до быстрой езды. Двигатели имели мощность в 140/150 л. с. (103/110 кВт) и были четырёхцилиндровыми с объёмом в 1,9 л. с 16 клапанами, а пятицилиндровые двигатели объёмом 2,4 л. с 20 клапанами, выдавали 175 л. с. (129 кВт).

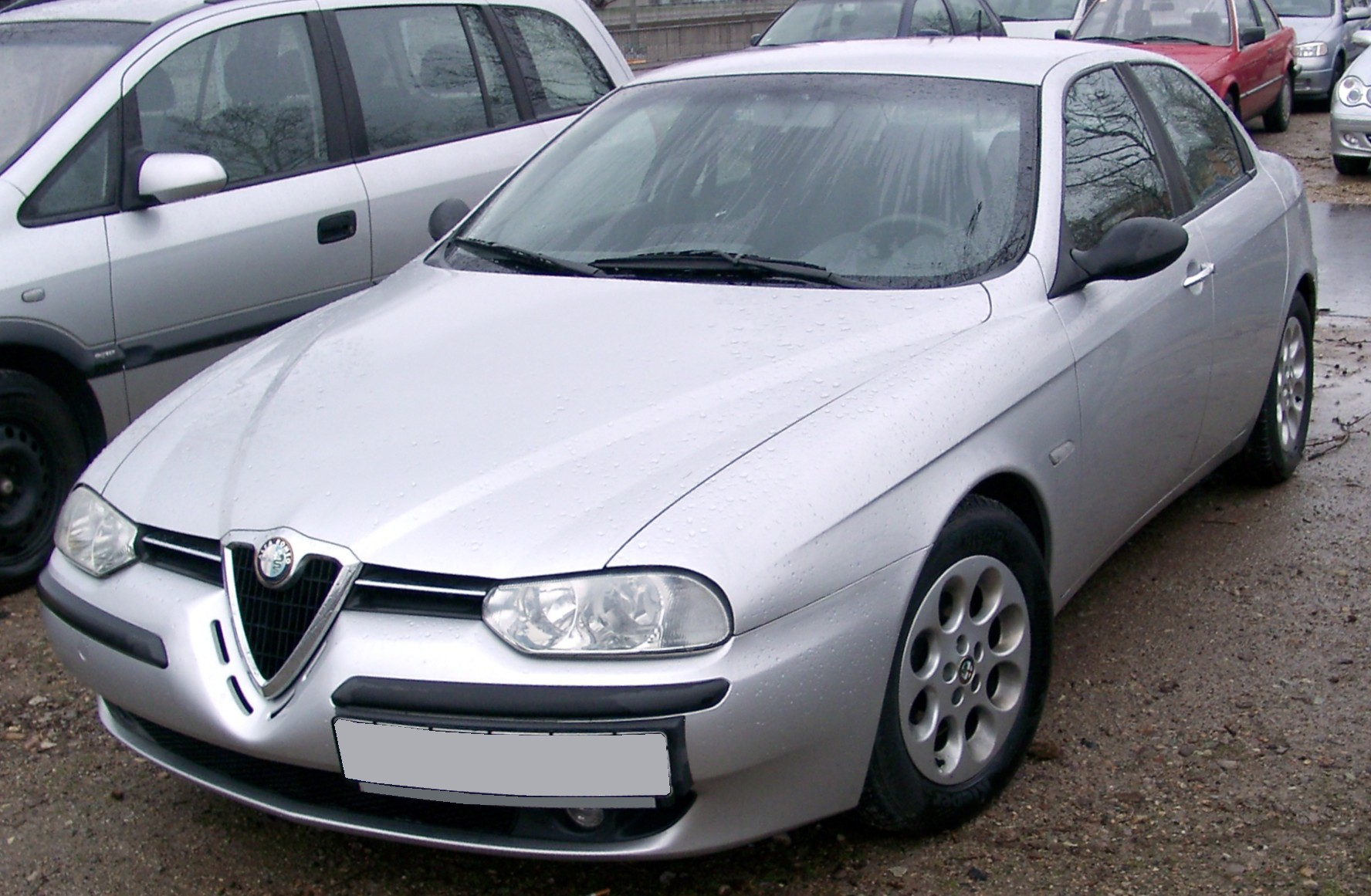
Оригинальная версия (1998)
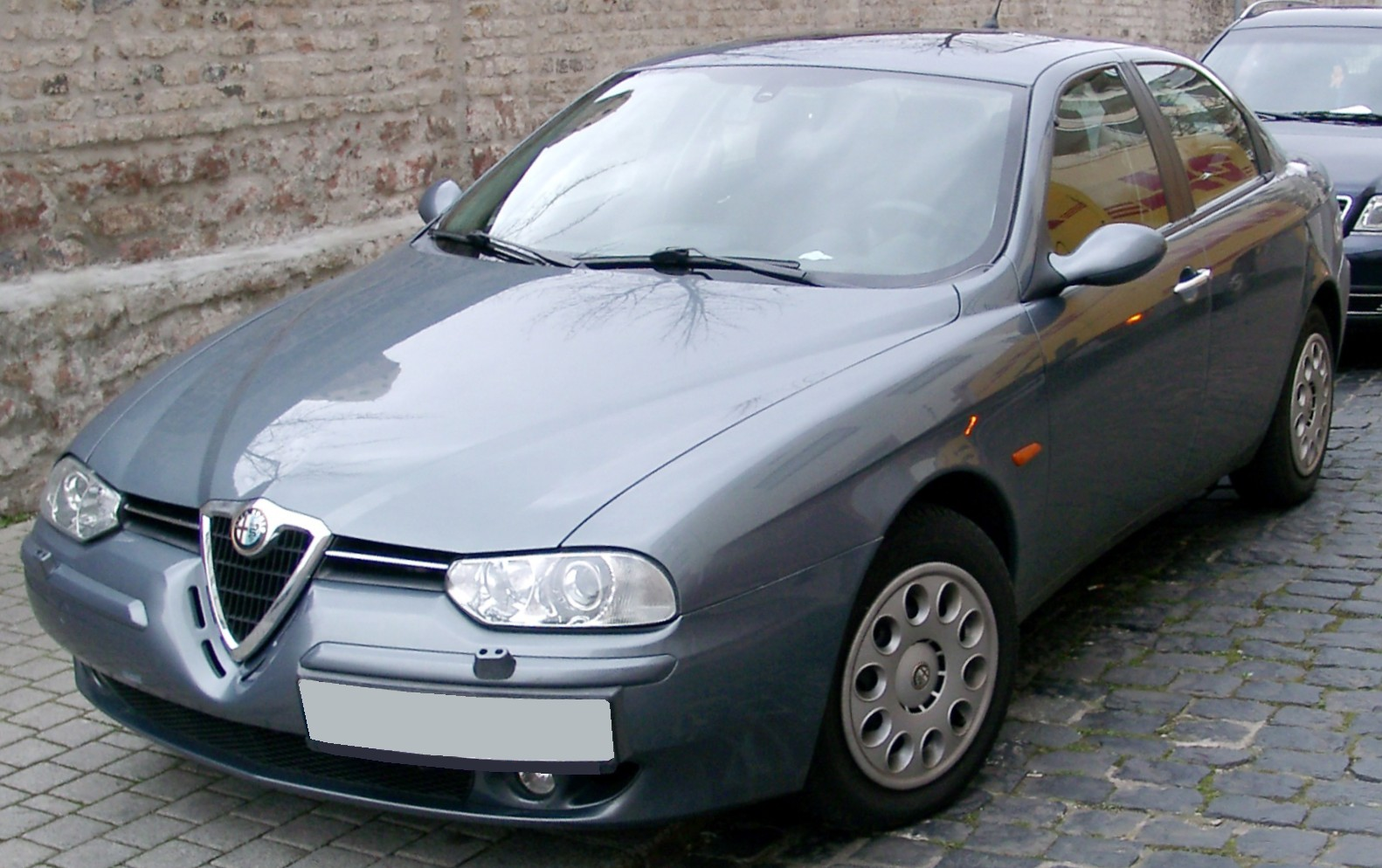
Рестайлинг (2002)
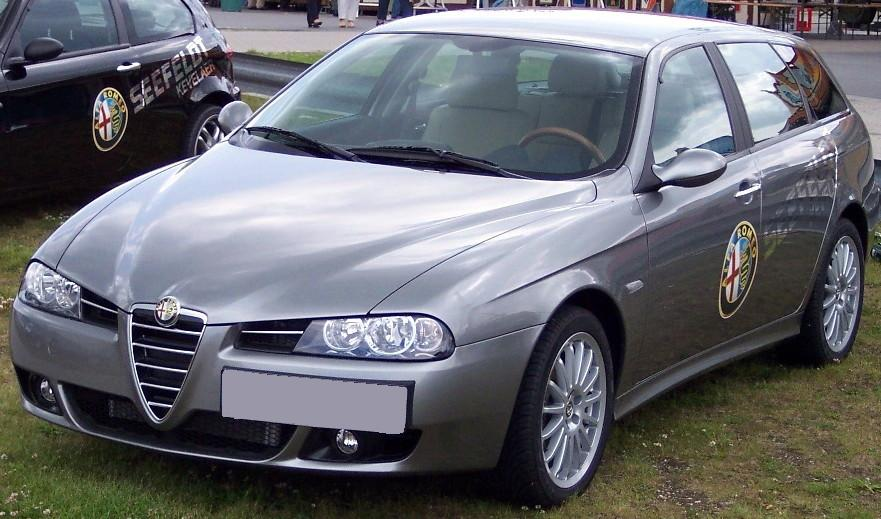
Новая передняя часть (2003)
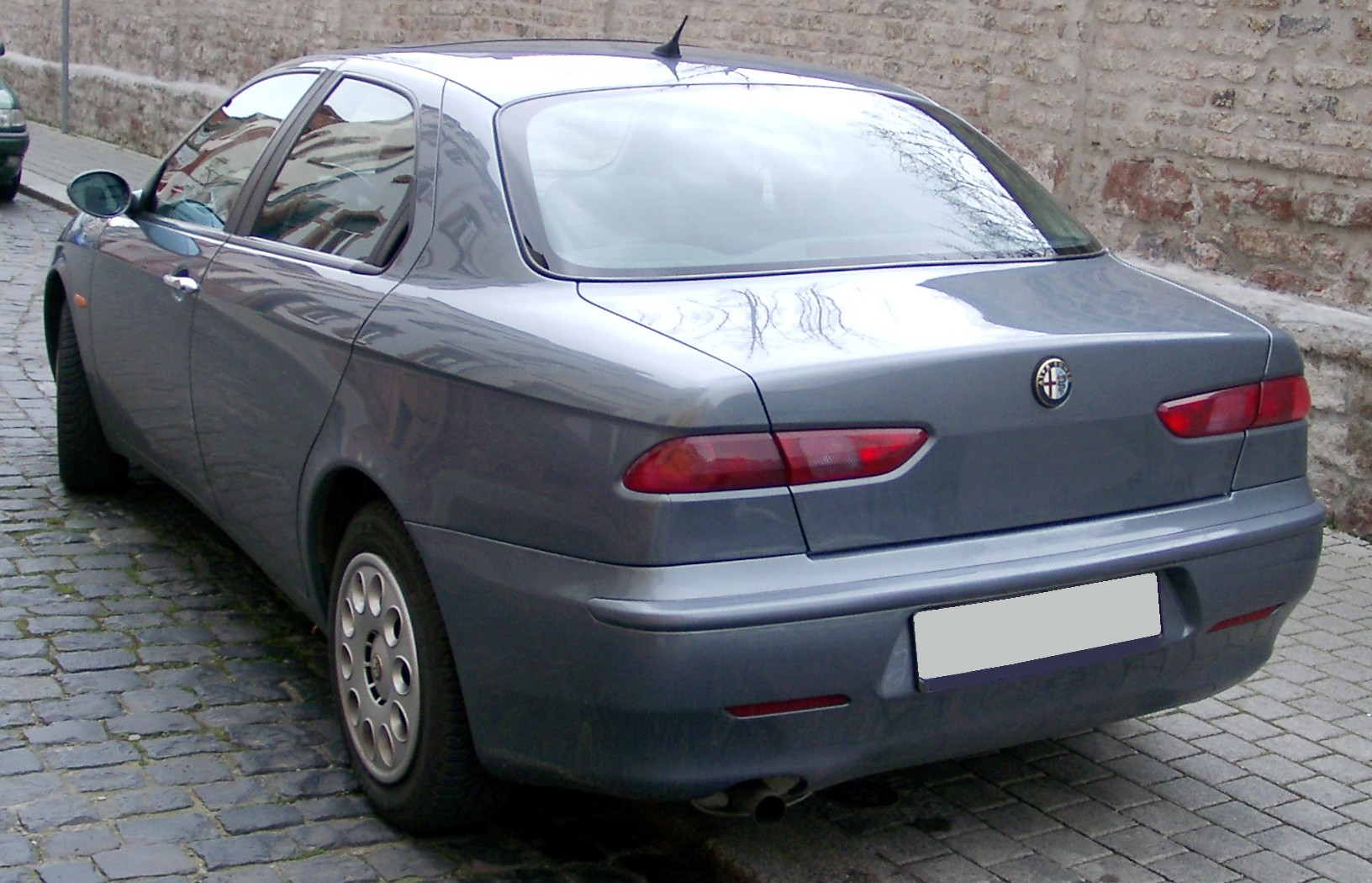
Задняя часть в (2002)
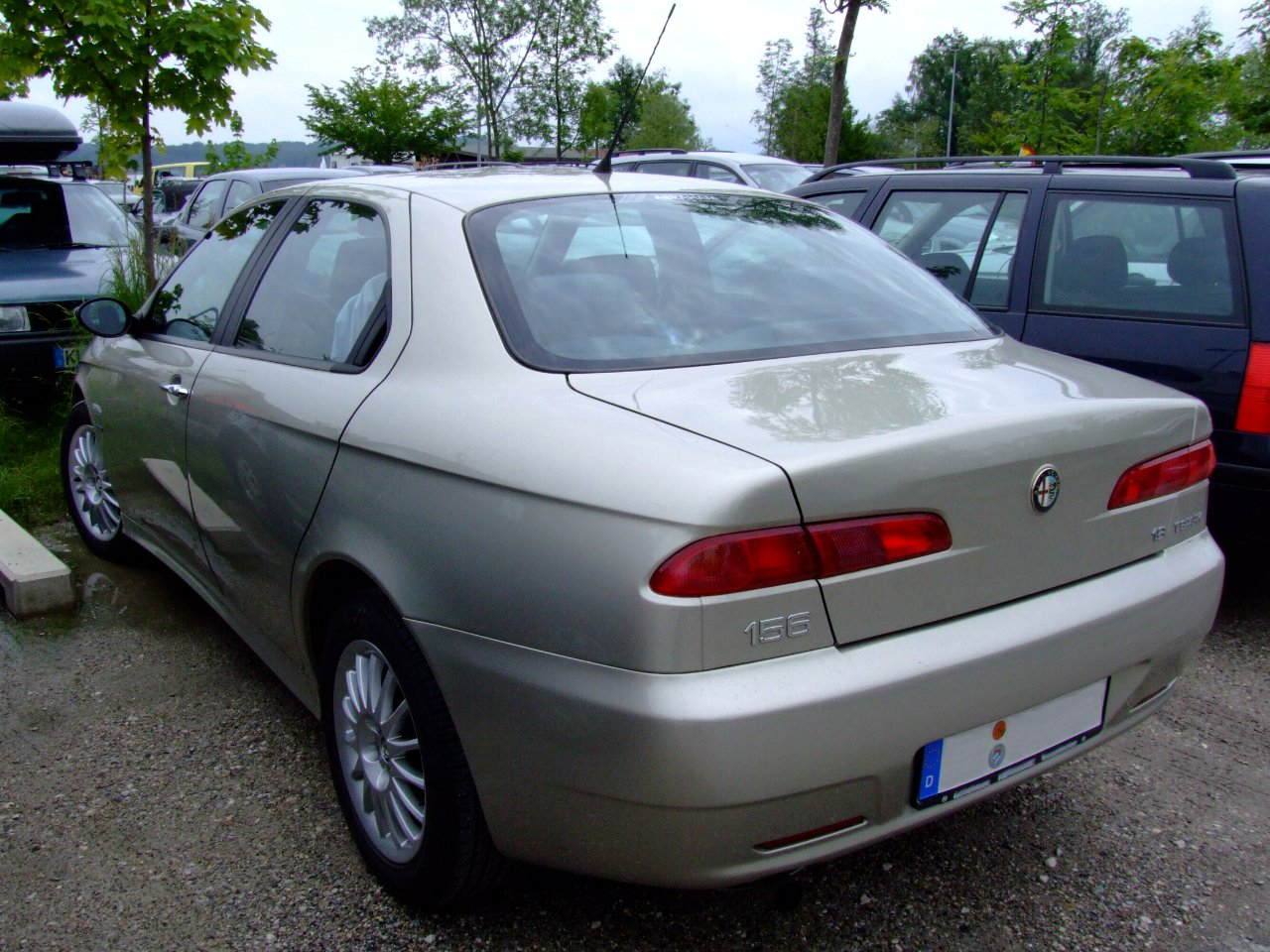
Новая задняя часть в (2003)

## Модельная линия

### GTA
В сентябре 2001 года 156 GTA и Sportwagon GTA были показаны на Франкфуртском автосалоне вместе с оригинальной 156. Маркировка GTA пришла с Alfa Romeo GTA 1960-х годов, где аббревиатура GTA означает Gran Turismo Alleggerita (рус. Лёгкий Гран Туризмо). Любой бы подумал, что данное название означает легкий автомобиль, но GTA тяжелее, чем обычная 156-я. Модель была на 91 килограмм тяжелее, чем версия с 2,5 литровым V6 двигателем. Всего было выпущено 2,973 седана и 1,678 универсала данной модификации.
С установленным 3,2-литровым двигателем, легко было получить различные показатели расхода топлива. Расход топлива в Евросоюзе в городе был примерно 18,1 л/100 км, смешанный цикл 12,1 л/100 км, а по трассе 8,61 л/100 км.

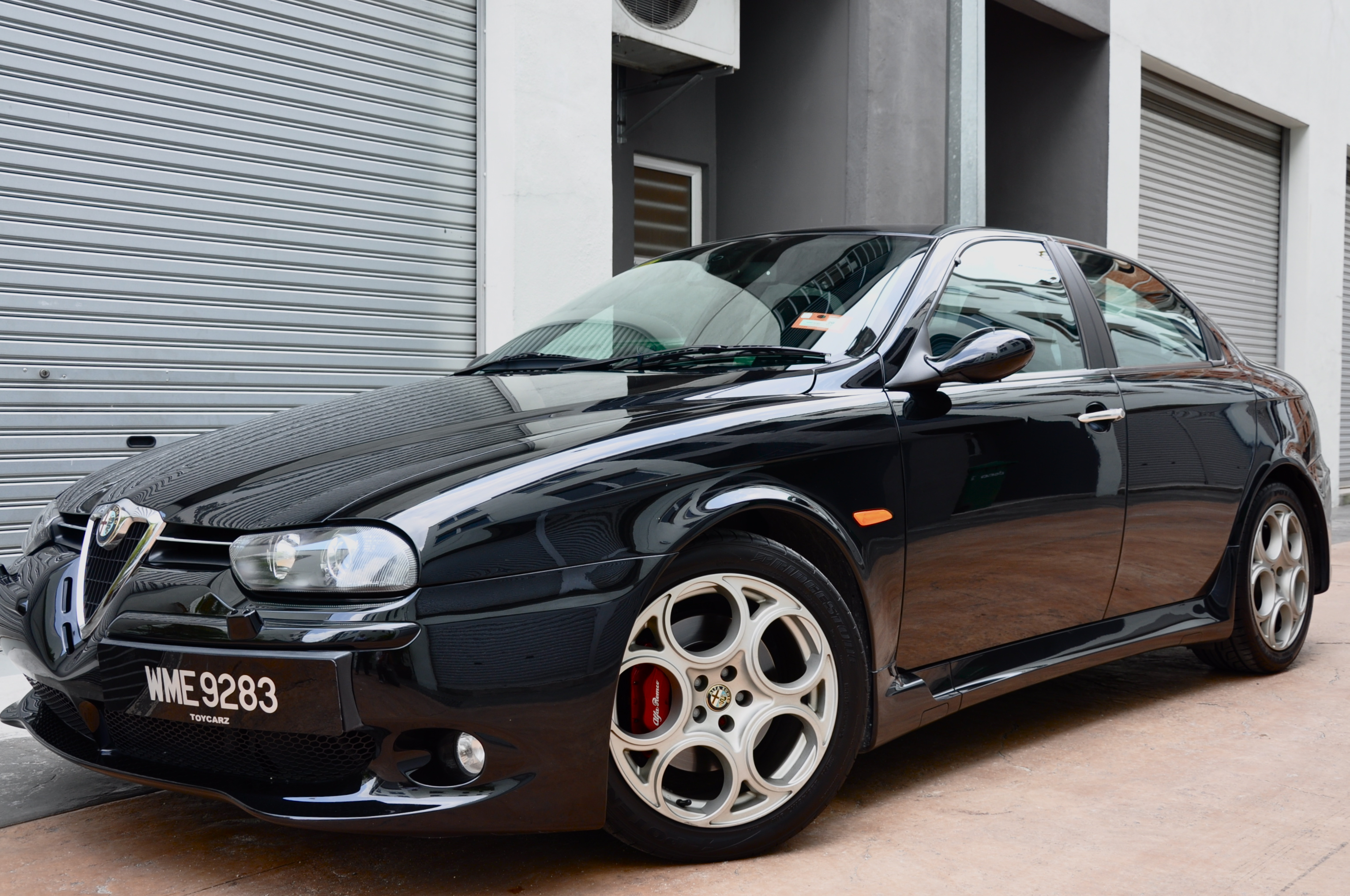
156 GTA

Самая первая GTA была продана на онлайн аукционе в сентябре с 13 по 23 в ходе работы Франкфуртского автосалона. Победная ставка была равна 48691,26 евро. Вся сумма была перечислена в фонд милосердия «Telethon». Модель оснащалась 3,2 л. V6 двигателем с 6-ступенчатой механической коробкой передач или 6-ступенчатой системой Selespeed (переключение передач на руле, электрогидравлическая система сцепления на механической трансмиссии). Продажи GTA начались летом 2001 года. Двигатели GTA выдавали 250 л. с. (180 кВт). Подвеска была специально разработана для GTA в Исследовательском центре Фиата, получив новые пружины, амортизаторы и стабилизаторы поперечной устойчивости. Рулевое управление стало ещё острее: только 1,7 оборота в сравнении 2,1 оборота в обычной версии. GTA получила увеличенные дисковые тормоза от Brembo: передние 305 мм, задние 276 мм. Передние диски впоследствии были увеличены до 330 мм. Кузов получил отличительный обвес с расширенными колесными арками,  и специальный кожаный салон. Производство GTA остановилось в октябре 2005 года, с ссылкой на предстоящую замену 156-й на Alfa Romeo 159.

### 2004 Q4

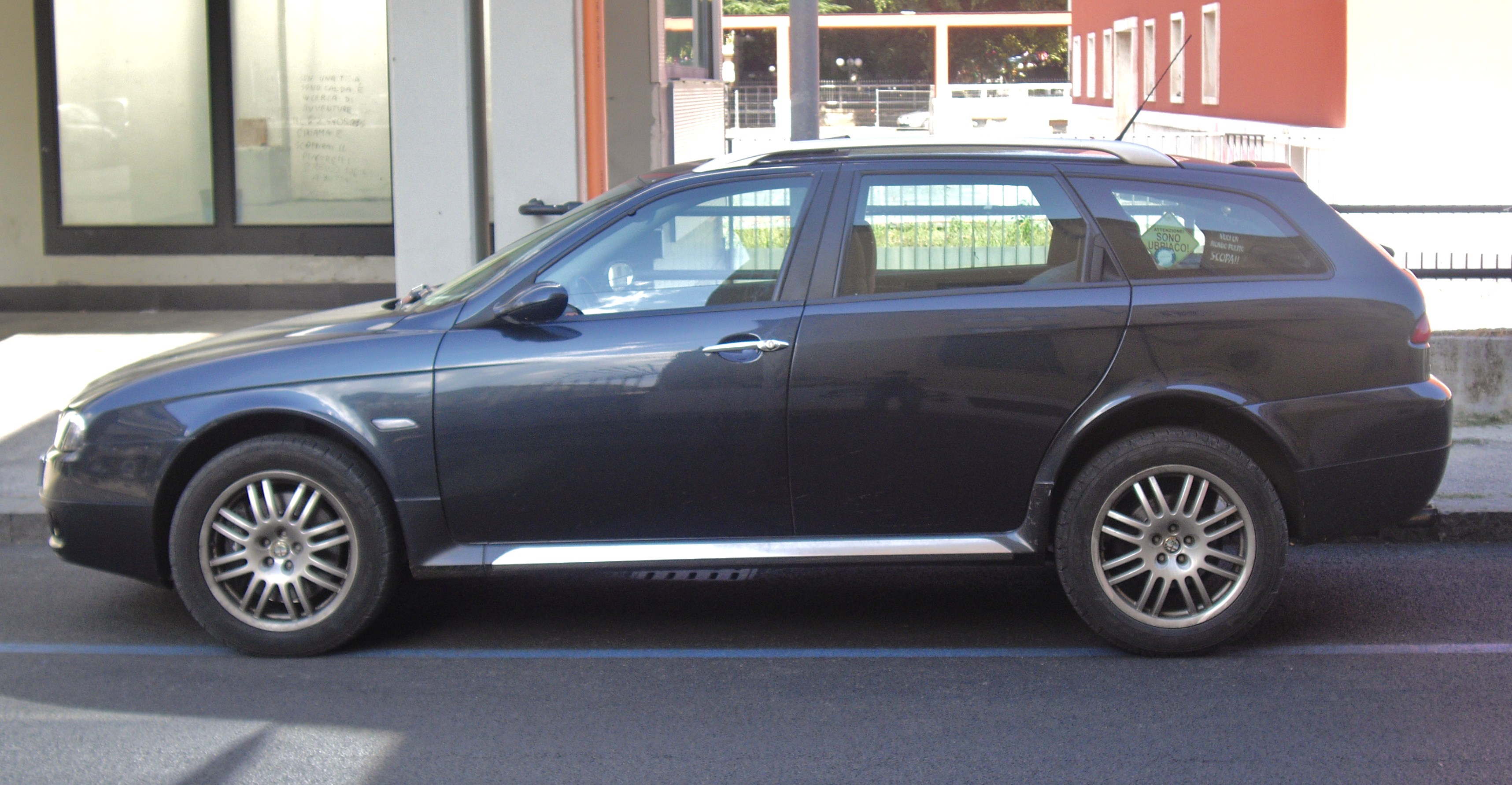
156 Crosswagon Q4

В 2004 году, Q4 (акроним от Quadrifoglio 4) — полноприводная модификация стала доступна на некоторых рынках, где была известна как Crosswagon Q4 и Sportwagon Q4. На обе модели устанавливались 1,9 литровые дизельные двигатели JTD, выдающие 150 л. с. (110 кВт). Автомобили оснащались полноприводной системой Torsen C и повышенным дорожным просветом (Клиренс Crosswagon: 205 мм, Sportwagon: 165 мм). Модификация Crosswagon выглядела как вседорожный автомобиль, дверные пороги оснащались алюминиевой защитой, а передний и задний бампер оснащался алюминиевыми вставками. Sportwagon Q4 выглядел как обычная версия Sportwagon, но имел слегка увеличенный дорожный просвет.

## Специальные версии

### GTAm
Alfa Romeo 156 GTAm была показана на Автосалоне в Болонье в 2002 году. Автомобиль был построен партнёром Fiat Group — компанией N.Technology. Двигатель GTA, объёмом 3,179 см³ (3,2 л.) был увеличен до 3,548 см³ (3,5 л.) и выдавал уже 300 л. с. (220 кВт). Автомобиль имел широкие колесные арки, 19-и дюймовые диски и был оснащён дифференциалом с повышенным внутренним сопротивлением от N.Technology. Данный автомобиль никогда больше не производился.

### Sportwagon GTA 3,5 Autodelta
В 2004 году на Женевском автосалоне был представлен прототип 156 Sportwagon, построенный тюнинг-ателье Autodelta. Модель оснащалась 3,548 см³ (3,5 л.) V6 двигателем, который выдавал 300 л. с. (220 кВт) при 6800 об/мин. Автомобиль оснащался газовыми настраиваемыми амортизаторами Bilstein и пружинами Eibach. Компания Brembo разработала специальные тормоза диаметром 330 мм. Автомобиль был намного легче из-за использования композитных материалов под капотом.

### Autodelta 156 GTA 3,7 V6

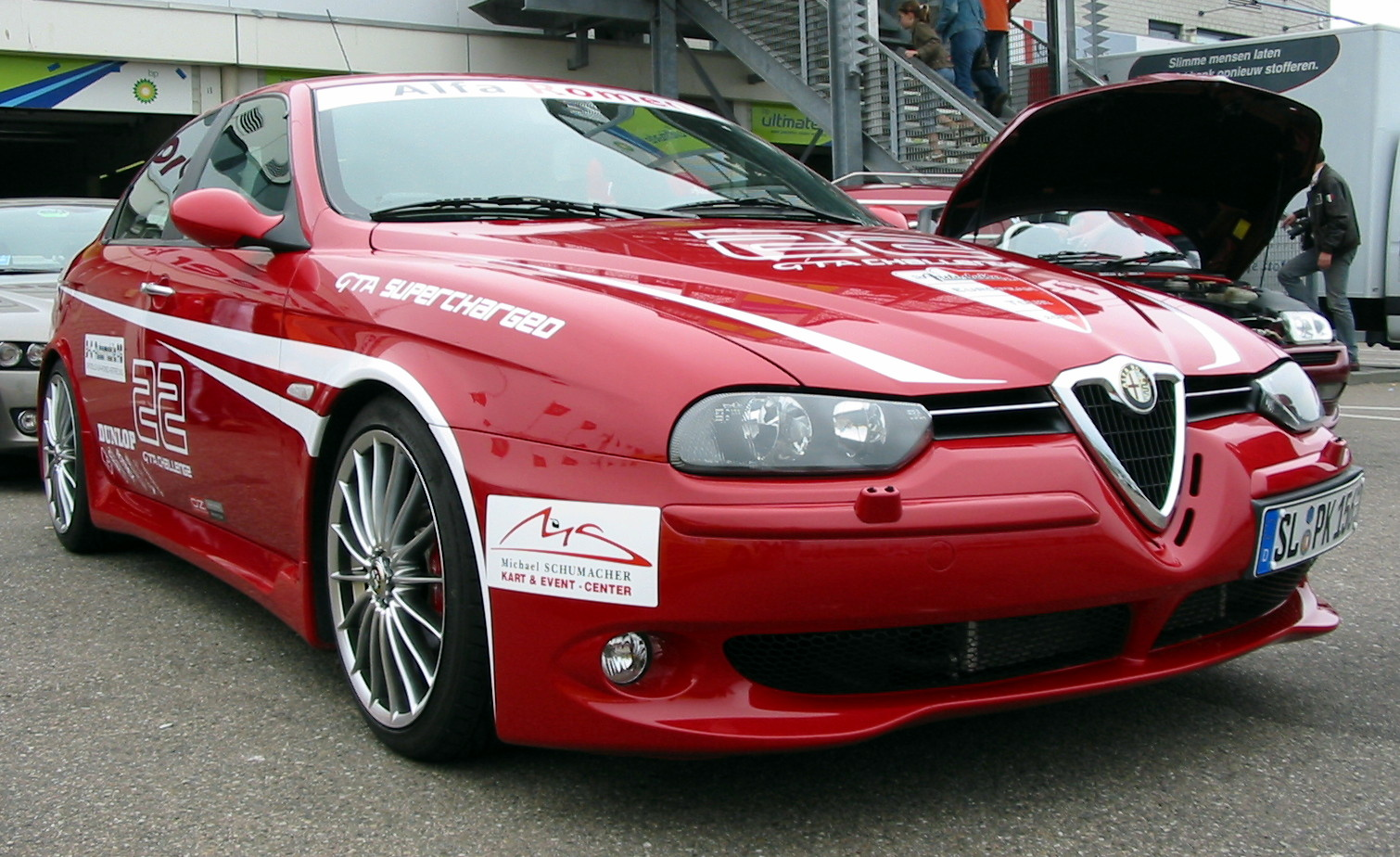
Турбированая Autodelta 156 GTA.

В Лондоне (Великобритания) на основе послепродажного тюнинга, Autodelta выпустила ещё две версии высокотехнологичных и мощных автомобилей, основанных на 156 GTA. Первая версия GTA AM с Alfa Romeo V6 двигателем объёмом 3,750 (3,8 л.), который был способен выдавать 328 л. с. (241 кВт) при 7300 об/мин. Максимальная скорость данной модели была 280 км/ч (175 миль/ч). Другая версия GTA AM Super была «улучшением» предыдущей версии и оснащалась нагнетателем Rotrex и выдавала около 400 л. с. (290 кВт).

## Награды
В 1998 году международное жюри из 56 журналистов (40 из них проголосовали за 156) из 21 страны наградили Alfa Romeo 156 званием «Европейский автомобиль года». Модель была описана как «очень изысканная подвеска, предлагающая безупречную устойчивость на дороге». 2,5 литровый двигатель (V6) был награждён званием «Международный двигатель года» в 2000 году. 156-я в общей сложности получила более 35 наград, включая:
- Награда за технические инновации — «Аккумуляторная топливная система» 1999 — (Autocar — Великобритания);
- Лучший компактный представительский седан — 1998 (What Car? — Великобритания);
- Лучший компактный представительский автомобиль — 1998 (Auto Express — Великобритания);
- Лучший автомобиль 1998 года от Paul Pietsch Preis и приз за инновацию «Аккумуляторная топливная система» — (Auto, Motor und Sport — Германия);
- Автомобиль № 1 в Европе 1998 года — (инженеры, тест-пилоты и журналисты из 11 Европейских журналов под руководством Auto Bild);
- Трофей за дизайн 1998 года (Automobile Magazine — Франция);
- Европейская награда за автомобильный дизайн в Бельгии 1998 года;
- Автомобиль года в Испании, Дании, Голландии, Люксембурге, Германии, Португалии, Франции и Хорватии 1998 года;
- Автомобиль года в Южной Африке (South African Guild of Motoring Journalists)[47];
- Награда за инновационные технологии — «Аккумуляторная топливная система» 1997 года (Франция);
- L’automobile più bella del mondo («За самый красивый автомобиль в мире») в Италии 1997 года.

## Автоспорт

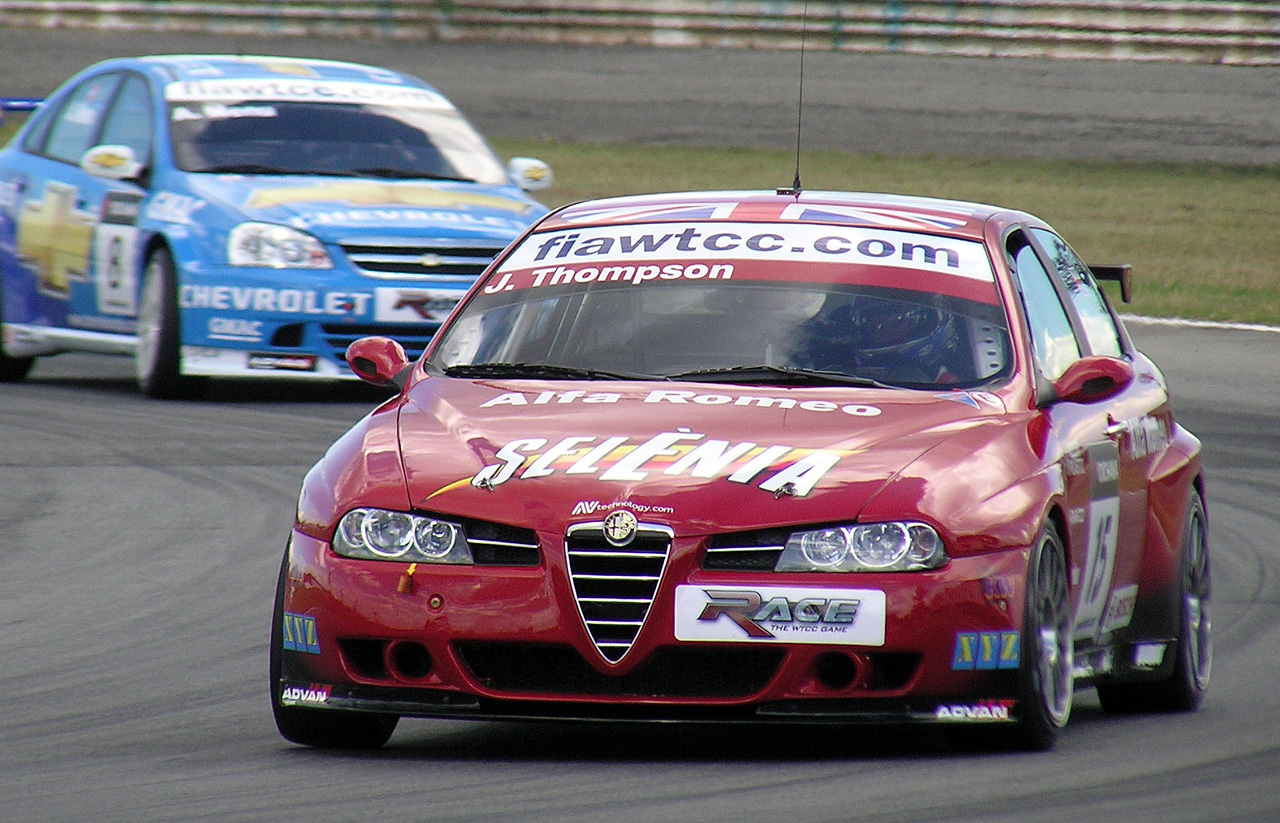
Alfa Romeo 156 (N.Technology), Джеймс Томпсон за рулём модели WTCC во время WTCC 2007 года

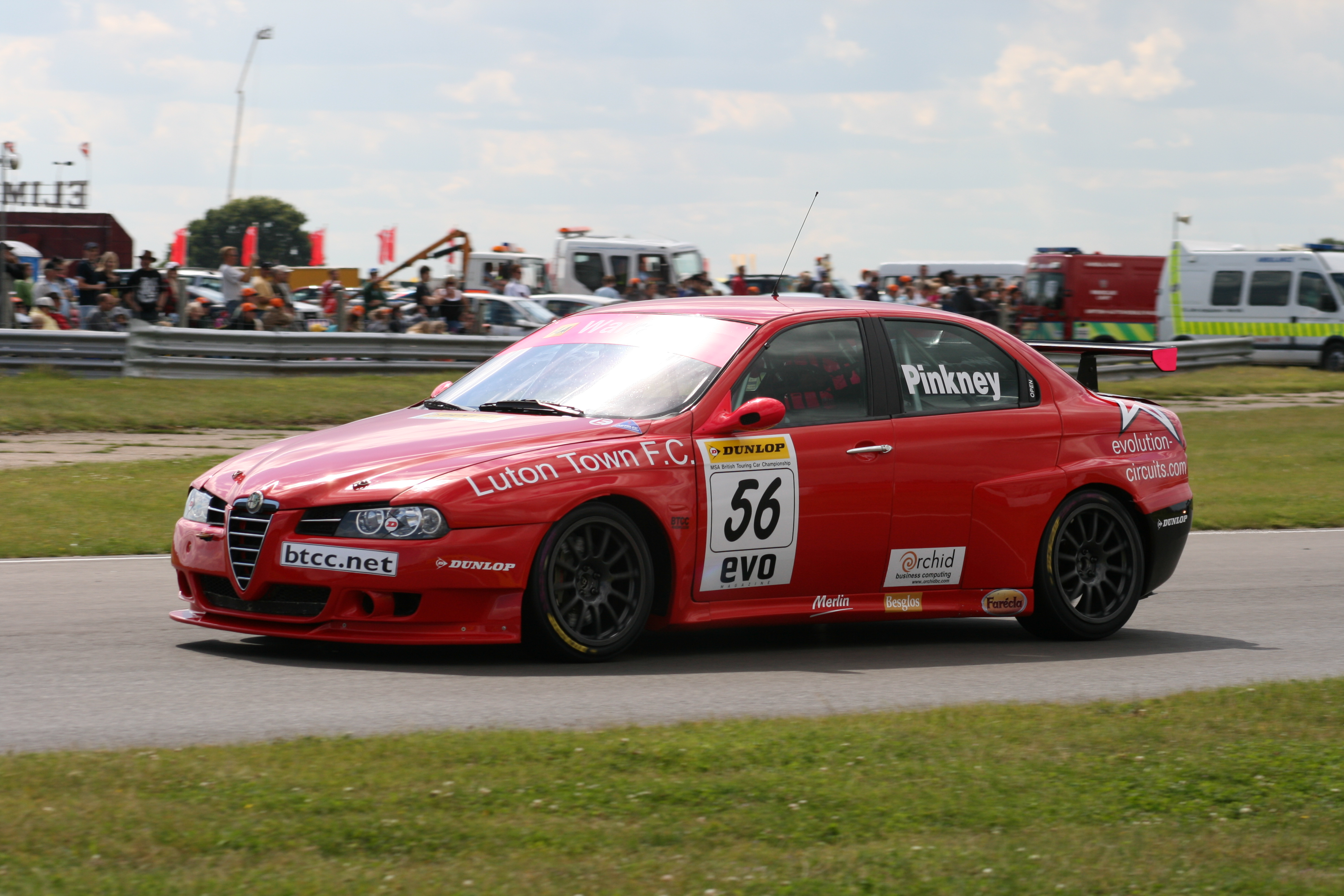
Дэвид Пинкни(David Pinkney) за рулём Alfa Romeo на Снеттертон в 2007 Чемпионате Великобритании среди легковых автомобилей.

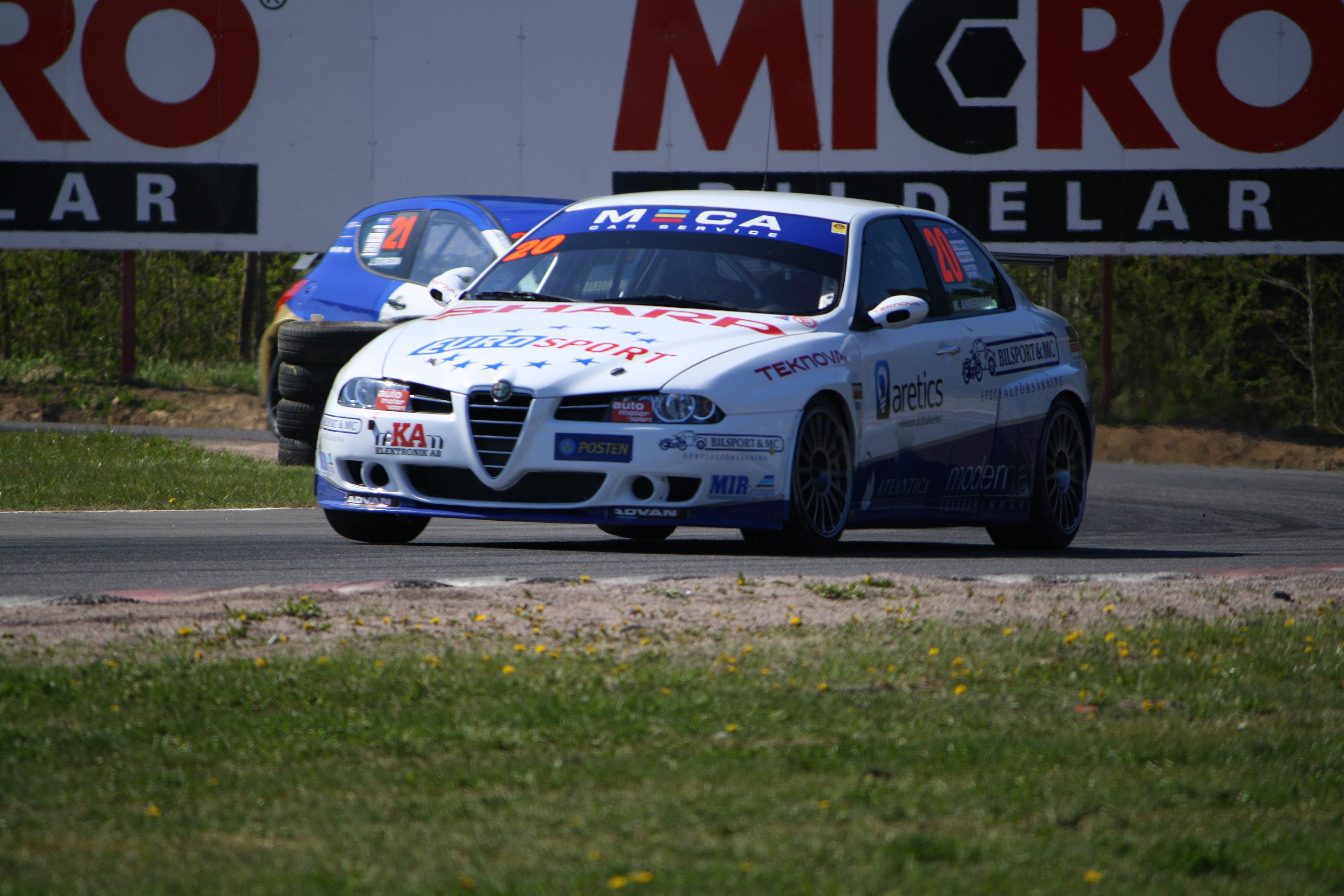
156 до сих пор (2011) участвует в туринговых гонках. Тут Маттиас Андерссон на STCC в 2009

Alfa Romeo 156 была довольно успешной в автоспорте как и её предшественник 155. 156-я участвовала в Чемпионате Великобритании среди легковых автомобилей также успешно, как и во многих других Европейских чемпионатах: прежде всего в WTCC и бывшем ETCC, где модель была особенно успешна. Спортивная программа по 156-й была запущена дочерней компанией Fiat Group — N.Technology S.p.A, изначально основанной как Nordauto Squadra Corse для выступления в Чемпионате Италии по Турингу. В 1994 имя поменялось на Nordauto Engineering, а в 2001 на N.Technology. В 1998 году Alfa Romeo предлагала к продаже версию 156 Group N для гоночных треков. 156 Group N не имела сидений, обивки и ковров, но были установлены дополнительные устройства безопасности. 156-я выиграла следующие награды и титулы:
- 1998 Итальянский чемпионат по супертуризму — Alfa Romeo 156 D2, Фабрицио Джованарди(Fabrizio Giovanardi)[49];
- 1999 Итальянский чемпионат по супертуризму — Alfa Romeo 156 D2, Фабрицио Джованарди[49];
- 2000 Европейский туринговый турнир, Победитель Кубка — Alfa Romeo 156 D2, Фабрицио Джованарди[50];
- 2001 FIA Чемпионат Европы среди легковых автомобилей — Alfa Romeo 156 D2, Фабрицио Джованарди[50];
- 2002 FIA Чемпионат Европы среди легковых автомобилей — Alfa Romeo 156 GTA Super 2000, Фабрицио Джованарди[50];
- 2003 FIA Чемпионат Европы среди легковых автомобилей — Alfa Romeo 156 Super 2000, Габриэле Тарквини[51].

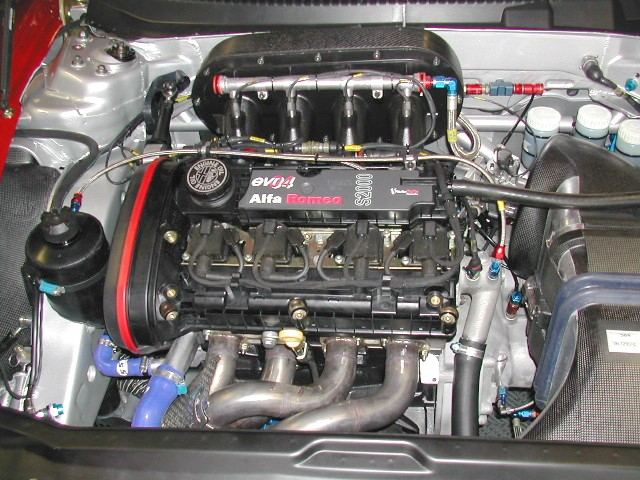
Alfa Romeo L4 Twin Spark гоночный двигатель на 156-й для ETCC

Спецификации туринговых версий:
| Модель                        | Объём       | Макс. мощность            |
| ----------------------------- | ----------- | ------------------------- |
| Alfa Romeo 156 D2             | 1997 куб.см | 310 л. с. при 8200 об/мин |
| Alfa Romeo 156 GTA Super 2000 | 1998 куб.см | 260 л. с. при 8450 об/мин |
| Alfa Romeo 156 Super 2000     | 1998 куб.см | 275 л. с. при 8450 об/мин |

### Coloni S1 Alfa Romeo 156

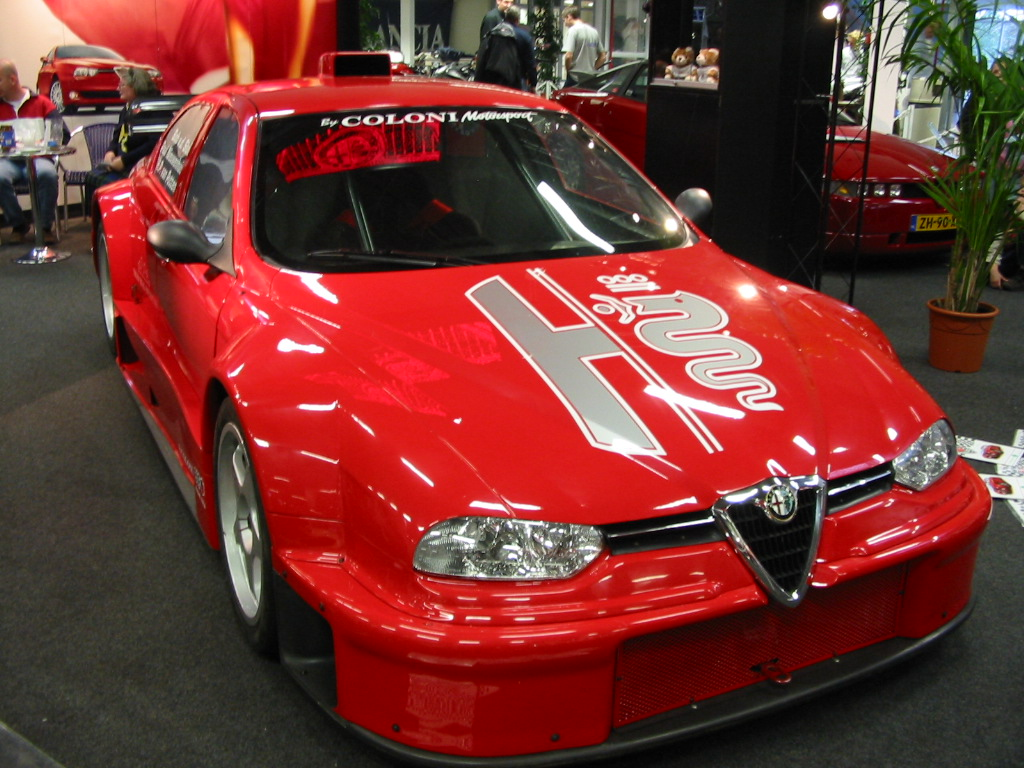
Alfa Romeo 156 Coloni

Итальянский автомобильный конструктор Coloni выпустил прототип гоночной модели для FIA Group-E Formula Libre в одном экземпляре, получивший название Coloni S1 Alfa Romeo 156 или 156 Maxiturismo. Автомобиль получил кузов из углепластика на трубчатой раме, двигатель Alfa Romeo V6 с рабочим объёмом 3,0 л и мощностью 380 л. с. (280 кВт) и возможностью увеличения до 500 л. с. (370 кВт), и 6-ступенчатую роботизированную коробку передач Hewland-Coloni. Кроме того, на автомобиль устанавливались 18 дюймовые легкосплавные диски «OZ» с тормозными дисками от Brembo, регулируемый задний спойлер, воздухозаборник на крышу. Положение водителя в автомобиле было по центру. При массе около 900 кг он достигал скорости 310 километров в час.

## Оценка автомобиля в России
Многие эксперты высказываются, что качество сборки Alfa Romeo 156 значительно улучшилось по сравнению с предыдущими моделями Alfa Romeo. Кроме того, проблемы коррозии кузова также остались в прошлом, проблемы с электроникой были исправлены установкой новой надежной проводки. Одной из особенностей 156-й является её динамичность и поведение на трассе. Этот автомобиль будто создан для людей, которые любят быструю и активную езду. Самый популярный среди модельного ряда в России двигатель объёмом 2,0 литра мощностью 150 л. с. раскручивается до 7000 об/мин без каких-либо отсечек. Роботизированная коробка «Selespeed» также откликается быстро на переключение в ручном режиме, а в автоматическом режиме перебирает передачи с завидной быстротой и чёткостью без толчков и рывков.
Из минусов стоит отметить то, что автомобиль не слишком популярен на постсоветском пространстве и среди населения создался миф о недоступности и дороговизне запасных частей для итальянского автомобиля. Стоит заметить, что для модели отсутствуют недорогие китайские запасные части, а основные компоненты собираются итальянскими или немецкими производителями, например: TRW, Magneti Marelli, Bosch и др. Естественно, за быструю езду, качественное управление и сцепление с дорогой за подвеской автомобиля придется следить довольно внимательно. Средний ресурс сайлентблоков и шаровых передних рычагов примерно 30 тыс. км.
По надежности Alfa Romeo 156 нисколько не хуже, чем младшая Alfa Romeo 147 или солидная Alfa Romeo 166, но пользуется большой популярностью среди других моделей Alfa Romeo. По словам журналистов, автомобиль имеет сбалансированный дизайн, отличные ходовые качества и привлекательную цену, что делают Alfa Romeo 156 неплохим выбором в своем сегменте. Но не многие люди готовы мириться с дорогим обслуживанием по российским меркам ради драйва и красоты.
| Привлекательная цена        | Большой возраст модели                                |
| Притягательная внешность    | Ненадежные коробки Selespeed при плохом обслуживании  |
| Замечательная управляемость | Слабая подвеска в плане долговечности                 |
| Хорошая динамика            | Дороговизна обслуживания только итал. и нем. запчасти |
| Итальянский шарм            | Тесный салон по меркам седана                         |

## В массовой культуре

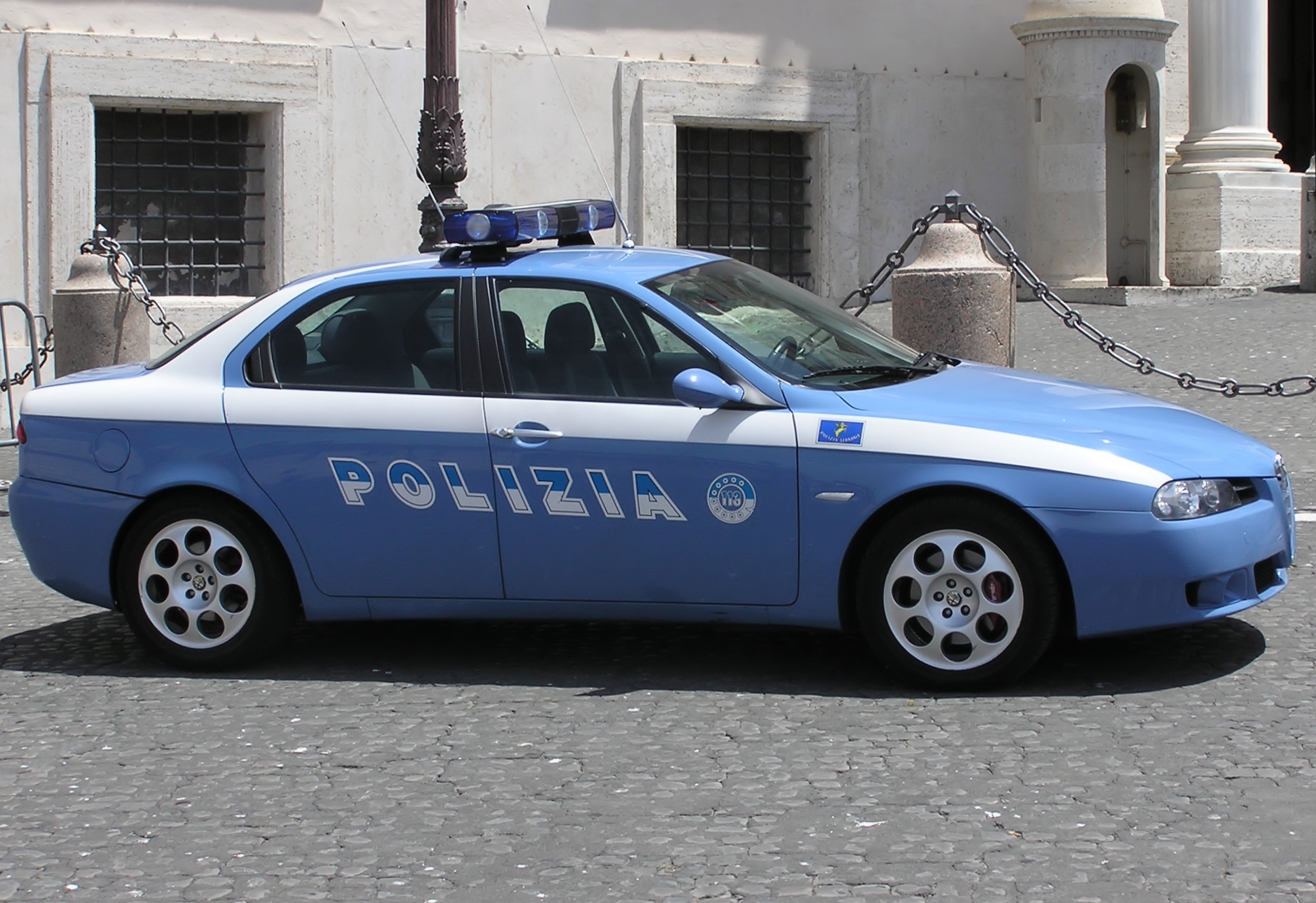
Одна из Alfa 156 серии рестайл с мотором 2,5 V6. Версия для Polizia di Stato.

Модель была популярна для использования в телесериалах, различных фильмах и видеоиграх. Данному успеху поспособствовал необычный дизайн Alfa Romeo, успех в автоспорте и оснащение Итальянской полиции (Arma dei Carabinieri) данной моделью. Ниже краткий список, где автомобиль был задействован наиболее крупно:
- 156-я в версии седан была во всех трёх модификациях (2,0 TS 1999 года, 2,5 V6 2002 года и рестайл Ti 2004 года) являлся автомобилем главного героя, частного следователя Джозефа Матулы(Joseph Matula) в немецком телесериале «Ein Fall fur zwei»[59]
- 156-я использовалась во многих телесериалах в роли итальянской полиции.
- Тёмно-синий седан 156-й изрешетили пулями в итальянском фильме 2007 года Milano-Palermo: Возвращение[60]
- Серая 156-я переворачивается во время погони в телесериале Подозреваемые (итал. Sospetti). Помимо этого, у модели было много эпизодических ролей в телесериалах Италии и Германии.
- Были использованы кузова 156 в роли Карабинеров в таких крупных фильмах и телесериалах как RIS Delitti Imperfetti. Где на автомобилях были установлены несуществующие колесные диски и оружие.
- На белой 156 2,0 л. ездил Рауль Бова в телесериале Последний (итал. Ultimo)[61]
- 156-я задействована в фильме Медальон 2003 года с Джеки Чаном в главной роли.
- На красной 156 Sportwagon ездил Джон Малкович в фильме Игра Рипли[62]
- 156-я в различных вариантах и модификациях использовалась в компьютерных играх SCAR — Squadra Corse Alfa Romeo[63], Race 07[64] и других похожих автосимуляторах Gran Turismo (например Gran Turismo 2).
- 156-я использовалась в видеоклипе «Bad Girls» r.n.b. исполнителя M.I.A.[65].